# Розаско
Розаско (итал. Rosasco) — коммуна в Италии, находится в регионе Ломбардия, в провинции Павия.
Население составляет 710 человек (2008), плотность населения составляет 36 чел./км². Занимает площадь 20 км². Почтовый индекс — 27030. Телефонный код — 0384.
Покровителем коммуны почитается святой Валентин Интерамнский, празднование 14 февраля.

## Демография
Динамика населения:

## Администрация коммуны
- Официальный сайт: https://web.archive.org/web/20090502012756/http://www.comune.rosasco.pv.it/